# 3217 Seidelmann
3217 Seidelmann је астероид главног астероидног појаса са средњом удаљеношћу од Сунца која износи 2,387 астрономских јединица (АЈ).
Апсолутна магнитуда астероида је 14,4.